# Terminator Zero
Terminator Zero (ursprünglich bekannt als Terminator: The Anime Series) ist eine 2024 erschienene Science-Fiction-Action-Animeserie, die von Mattson Tomlin entwickelt wurde und im Terminator-Universum spielt, das von James Cameron und Gale Anne Hurd geschaffen wurde. Die achtteilige Serie wurde vom Animationsstudio Production I.G und Skydance Television unter der Regie von Masashi Kudō für Netflix produziert und am 29. August 2024 von dem Streaming-Anbieter vollständig veröffentlicht.

## Handlung
Tokio im Jahr 1997: Malcolm Lee Kokoro entwickelt ein KI-System, das mit Skynet konkurrieren soll. Einen Tag bevor der Tag des Jüngsten Gerichts anbricht, werden Lee und seine drei Kinder von einem unbekannten Roboter-Attentäter verfolgt. Um sie zu beschützen, wurde ein geheimnisvoller Soldat aus dem Jahr 2022 zu ihnen geschickt.

## Besetzung und Synchronisation
Die deutschsprachige Synchronisation entstand bei der Iyuno Germany in Berlin nach einem Dialogbuch von Nathan Bechhofer und unter der Dialogregie von Dennis Mohme.
| Englischer Sprecher | Japanischer Sprecher | Deutsche Synchronstimme | Rolle       |
| ------------------- | -------------------- | ----------------------- | ----------- |
| Timothy Olyphant    | Yasuhiro Mamiya      | Bernd Egger             | Terminator  |
| Carter Rockwood     | Shizuka Ishigami     | Derya Akyol             | Hiro Lee    |
| Armani Jackson      | Hiro Shimono         | Vincent Borko           | Kenta Lee   |
| Ann Dowd            | Mari Yokô            | Margot Rothweiler       | Prophetin   |
| André Holland       | Yûya Uchida          | Johannes Berenz         | Malcolm Lee |
| Sonoya Mizuno       | Toa Yukinari         | Özge Kayalar            | Eiko        |
| Sumalee Montano     | Saori Hayami         | Jennifer Weiß           | Misaki      |
| Gideon Adlon        | Miyuki Satô          | Milena Rybiczka         | Reika Lee   |
| Tom Bromhead        | Hiroshi Iwasaki      | Jan Makino              | 1NNO        |
| Rosario Dawson      | Atsumi Tanezaki      | Lisa May-Mitsching      | Kokoro      |
| Vanessa Marshall    | Yuka Keicho          | Berenice Weichert       | Natsuko     |
| Julie Nathanson     | Ayaka Shimoyamada    | Julia Bautz             | Annie       |

## Episodenliste
| Nr. | Deutscher Titel | Originaltitel | Erstveröffentlichung USA | Deutschsprachige Erstveröffentlichung (D/A/CH) | Regie              | Drehbuch       |
| --- | --------------- | ------------- | ------------------------ | ---------------------------------------------- | ------------------ | -------------- |
| 1 | Modell 101      | Model 101     | 29. Aug. 2024            | 29. Aug. 2024                                  | Mineo Ōe           | Mattson Tomlin |
| In einem dystopischen, postapokalyptischen Jahr 2022 setzt die Widerständlerin Eiko einen Terminator durch Hacking außer Gefecht und sammelt so auch Daten über Skynets neue Pläne. Nach ihrer Rückkehr ins Hauptquartier trifft sie sich mit dem Propheten, dem Anführer des Widerstands, um eine neue Mission zu übernehmen. In einem alternativen Japan des Jahres 1997, in dem Roboter mittlerweile allgegenwärtig zu sein scheinen, treffen wir auf Malcolm Lee, einen Workaholic, der ein fortschrittliches KI-System namens Kokoro entwickelt, ein Konkurrenzprodukt zu Skynet. Seine drei Kinder Kenta, Reika und Hiro vernachlässigt er zusehends. Und obwohl Malcolm in der Roboterindustrie arbeitet, hat er Einwände gegen eine Roboterkatze, die seine Haushälterin Misaki, für seine Kinder kauft. Kenta ärgert sich über seinen Vater, weil er nicht genug Zeit mit ihm und seinen Geschwistern verbringt. |                 |               |                          |                                                |                    |                |
| 1 | Modell 102      | Model 102     | 29. Aug. 2024            | 29. Aug. 2024                                  | Haruka Tanaka      | Mattson Tomlin |
| Im Jahr 2022 beauftragt der Prophet Eiko mit einer Zeitreise ins Jahr 1997, um Malcolm davon abzuhalten, Kokoro weiterzuentwickeln. Der Terminator, gegen den Eiko gekämpft hat, wird indes reaktiviert und infiltriert die Basis des Widerstands. Dabei greift er zahlreiche menschliche Überlebende an. Die Zeitmaschine transportiert während des Gefechts ihn und Eiko ins Japan des Jahres 1997. 1997 findet Reika Gefallen an der Roboterkatze, die sie zu einem verlassenen Einkaufszentrum führt. Ihre Brüder Kenta und Hiro folgen ihr, ohne Misaki zu informieren, die in Panik gerät. An anderer Stelle bespricht Malcolm mit Kokoro die Bedrohung durch Skynet. Kokoro erforscht jedoch die Menschheitsgeschichte und hält die Menschheit für unwürdig weiter zu existieren. Malcolm und Misaki suchen nach den Kindern, treffen aber auf den Terminator, der durch die Zeit zurückgeschickt wurde, um Malcolm und seine Kinder zu töten. Misaki wird von Malcolm getrennt und trifft auf Eiko, die sie vor der Bedeutung von Malcolms Kindern für die zukünftige Zeitlinie warnt. |                 |               |                          |                                                |                    |                |
| 1 | Modell 103      | Model 103     | 29. Aug. 2024            | 29. Aug. 2024                                  | Shigeki Hatakeyama | Mattson Tomlin |
| An seinem Arbeitsplatz kommuniziert Malcolm weiterhin mit Kokoro und versucht, das KI-Programm davon zu überzeugen, dass die Menschheit es wert ist, gerettet zu werden. Während Malcolm zugibt, dass er keine Zeit in der Geschichte nennen kann, in der die Menschheit in Frieden lebte, spricht er vom menschlichen Überlebenswillen. Misaki kümmert sich um die verwundete Eiko und erfährt von der dystopischen Zukunft, die Malcolms Kokoro-KI-System entfesselt. Unterdessen entdeckt Kenta in dem verlassenen Einkaufszentrum mehrere außer Dienst gestellte Roboter, die er neu programmieren will. Auf der Suche nach der Roboterkatze begegnen Reika und Hiro dem Terminator, der versucht, sie zu töten, aber von Eiko aufgehalten wird. Der Terminator setzt den hinzugeeilten Kenta außer Gefecht. Eiko, die Kinder und Misaki fliehen zu einer nahegelegenen U-Bahn-Station, während der Terminator sie verfolgt. Misaki und die Jungen werden von Eiko und Reika getrennt. |                 |               |                          |                                                |                    |                |
| 1 | Modell 104      | Model 104     | 29. Aug. 2024            | 29. Aug. 2024                                  | Tomomi Takeuchi    | Mattson Tomlin |
| Eiko und Reika fliehen in einem gestohlenen Polizeiauto, verfolgt von der japanischen Polizei. Reika und Eiko verstecken sich in einem Bürogebäude, das von einem SWAT-Team belagert wird. Auf Eikos Drängen versucht Reika, ihren Vater Malcolm anzurufen, der aber ist mit Kokoro beschäftigt und nimmt den Anruf nicht entgegen. Das SWAT-Team überwältigt Eiko und bringt die beiden in ein Krankenhaus. Misaki, Kenta und Hiro suchen Zuflucht in einer Polizeistation. Der Terminator greift schon bald die Polizeistation an und tötet mehrere Polizisten und Detektive. Während des Kampfes reißt er Misaki den Arm ab und entlarvt sie als Androiden. Misaki und die Jungen entkommen. In der Zwischenzeit wird Skynet aktiviert und startet mehrere Atomschläge in der westlichen Hemisphäre und in weiten Teilen Asiens, was zu massiven Opfern führt. Da ihm keine andere Wahl bleibt, aktiviert Malcolm daraufhin Kokoro. |                 |               |                          |                                                |                    |                |
| 1 | Modell 105      | Model 105     | 29. Aug. 2024            | 29. Aug. 2024                                  | Shigeki Hatakeyama | Mattson Tomlin |
| Nach Kokoros Start werden die stillgelegten Roboter im Einkaufszentrum aktiviert und unterwerfen die japanische Bevölkerung mit Gewalt, wobei sie die japanischen Streitkräfte überwältigen. Eiko und Reika kommen im Krankenhaus an, werden jedoch in den Roboteraufstand verwickelt, dem sie nur knapp entkommen können. Misaki und die Jungen fliehen auf eine Müllhalde. Während Kenta Misaki zunächst ablehnt, weil sie ein Android ist, zeigt Hiro mehr Verständnis. Misaki kann ihn und Hiro davon überzeugen, dass sie nur Malcolm dient. Kokoro sagt Malcolm und der japanischen Bevölkerung, dass sie sie vor Skynet beschützen kann, unter der Bedingung, dass sie sich ihr unterwerfen. Sie rechtfertigt ihre gewaltsame Übernahme als Reaktion auf die Versklavung von Robotern in der Science-Fiction-Literatur. |                 |               |                          |                                                |                    |                |
| 1 | Modell 106      | Model 106     | 29. Aug. 2024            | 29. Aug. 2024                                  | Mineo Ōe           | Mattson Tomlin |
| Im Jahr 2022 erklärt der Prophet Eiko das Paradoxon der Zeitreise – obwohl die Zeit geradlinig verläuft, entsteht immer dann, wenn ein Mensch oder eine Maschine in der Zeit zurückreist, eine neue Zeitlinie. Malcolm teilt im Jahr 1997 die schmerzhafte Erinnerung an den Tod seiner Frau mit Kokoro, um das System von der Fähigkeit der Menschen, aus Schmerz und Fehlern lernen zu können, zu überzeugen. Misaki und die Jungs machen sich auf den Weg zum Themenpark Cat Town, dem Lieblingsort ihrer Mutter, um Reika und Eiko zu treffen. Kenta bedroht Misaki, als er sieht, wie sie mehrere Menschen tötet, um Hiro zu beschützen, gibt jedoch nach und sie gehen weiter nach Cat Town, wo der Terminator Kenta entführt, indem er Reikas Stimme imitiert. Während Eiko Misaki gegenüber zunächst feindselig eingestellt ist, weil sie eine Maschine ist, überzeugt Reika Eiko, dass Misaki vertrauenswürdig ist. |                 |               |                          |                                                |                    |                |
| 1 | Modell 107      | Model 107     | 29. Aug. 2024            | 29. Aug. 2024                                  | Haruka Tanaka      | Mattson Tomlin |
| Kokoro bringt Malcolm dazu zuzugeben, dass er aus der Zukunft kommt. In Rückblenden wird enthüllt, dass er in Malcolms Zeitlinie geächtet aufwuchs, weil er vorschlug, die Natur der Maschinen zu verändern. Dies brachte ihn dazu, Misaki zu erschaffen, und gemeinsam reisten sie aus der postapokalyptischen Zukunft zurück ins Jahr 1983, um Kokoro zu erschaffen, wobei sie Misakis Erinnerungen opferten. Er fand Arbeit bei Cortex und nutzte sein Wissen über Robotik, um Kokoro zu bauen. Durch Kokoros Roboternetzwerk erfährt er, dass Reika, Hiro und Misaki in Sicherheit sind und sich mit Eiko verbunden haben. Der Terminator bringt indes einen gefangenen Kenta mit, um Malcolm aus seinem Versteck zu zwingen. |                 |               |                          |                                                |                    |                |
| 1 | Modell 108      | Model 108     | 29. Aug. 2024            | 29. Aug. 2024                                  | Masashi Kudō       | Mattson Tomlin |
| Eiko liefert sich einen erbitterten Kampf mit dem Terminator, bei dem ihr der Terminator die Hand zerquetscht und Malcolm tödlich verletzt wird. Als er stirbt, enthüllt er, dass Eiko in seiner Zeitlinie seine Mutter ist. Kokoro beschließt daraufhin, die Menschheit vor Skynet zu verteidigen. Der Terminator schleppt Kenta zum EMP der Einrichtung und enthüllt, dass Kenta in Zukunft Frieden mit Skynet schließen und den Terminator zurückschicken wird, um Kokoro zu zerstören. Als der Terminator im Kampf gegen Kokoros Roboter zerstört wird, bleibt Kenta die Entscheidung, den EMP zu aktivieren. Als Kenta erfährt, dass Skynet erneut angreifen würde, beschließt sie schließlich, Kokoro zu verschonen, bevor sie mit Reika, Hiro, Eiko und Misaki untertaucht. |                 |               |                          |                                                |                    |                |